# 白里塔庫巴峰
白里塔庫巴峰是哥倫比亞的山峰，位於該國北部，由博亞卡省負責管轄，屬於安第斯山脈的一部分，最高點海拔高度5,410米，是該國第四高山峰。

## 外部連結
- Parque Nacional Natural El Cocuy Info in Spanish about the National Park where the Ritacuba Blanco is located.
- Ritacuba Blanco on Andes site